# Ганс Берендт
Йоганнес «Ганс» Берендт (нім. Johannes "Hans" Behrendt; 28 липня 1892, Бреслау — 24 липня 1959, Паттензен) — німецький воєначальник, генерал-лейтенант люфтваффе (1 жовтня 1943). 

## Біографія
22 березня 1912 року вступив у 73-й польовий артилерійський полк. Учасник Першої світової війни, з 11 липня 1915 року — командир батареї. Пройшов льотну підготовку в 12-му авіапарку (серпень-вересень 1915) та в льотній школі у Ганновері (вересень-жовтень 1915). З 5 жовтня 1915 року — льотчик-спостерігач 45-го польового авіазагону, в червні-грудні 1916 року — 41-ї бомбардувальної ескадрильї. З 10 квітня 1917 року — начальник школи спостерігачів (Ганновер), з 4 березня 1918 року — начальник школи винищувальної авіації (Позен), з 5 травня 1918 року — інструкторського відділу льотної школи в Аші. В січні-вересні 1919 року командував 432-м авіазагоном у складі Добровольчого корпусу «Гюльзен». З 1920 року служив у рейхсвері. 30 вересня 1921 року звільнений у відставку.
1 липня 1933 року вступив радником в Імперське міністерство авіації. З 1 червня 1935 року — інструктор із тактики, з 23 січня 1936 року — начальник курсів авіагрупи «Тутов». 1 березня 1937 року призначений командиром 3-ї групи 355-ї бомбардувальної ескадри та комендантом авіабази Гібельштадта. З 1 лютого 1939 року — командир 27-ї бомбардувальної ескадри «Бельке», з 15 листопада 1940 року — начальник 2-го училища бомбардувальної авіації в Герршингу. В 1942 році був призначений інспектором особового складу люфтваффе, одночасно 16 березня 1944 року очолив Управління повітряної оборони ОКЛ. 20 квітня 1945 року переведений в резерв. 27 квітня 1945 року представлений до звання генерала авіації, але не був підвищений. 8 травня 1945 року взятий в полон американськими військами. 15 вересня 1949 року звільнений.

## Нагороди
- Залізний хрест
  - 2-го класу (30 жовтня 1914)
  - 1-го класу (8 травня 1916)
- Нагрудний знак пілота-спостерігача (Пруссія) (8 травня 1916)
- Пам'ятний знак пілота (Пруссія)
- Почесний хрест ветерана війни з мечами (1934)
- Медаль «За вислугу років у Вермахті»
  - 4-го і 3-го класу (12 років; 2 жовтня 1936) — отримав 2 нагороди одночасно.
  - 2-го класу (18 років; 1937)
- Нагрудний знак спостерігача
- Застібка до Залізного хреста 2-го і 1-го класу